# Nathan Lewis
Nathan Anthony Lewis (Maloney, 20 luglio 1990) è un ex calciatore trinidadiano, di ruolo centrocampista.

## Carriera

### Club
Ha giocato nel campionato trinidadiano e statunitense.

### Nazionale
Ha esordito con la propria nazionale nel 2016.